# Delbrikgronden
Delbrikgronden is een bodemtype binnen het Nederlandse systeem van bodemclassificatie en behoort tot de xerobrikgronden. Deze relatief laag gelegen gronden komen voor in oude rivierklei en beslaan daar slechts een klein oppervlak. Het toponiem del duidt op een dal of laagte. De grondwaterstand fluctueert, maar delbrikgronden hebben uitsluitend gleyverschijnselen in de briklaag (B-horizont). Het ontbreken van hydromorfe verschijnselen in de bovengrond (A-horizont) duidt erop dat deze niet onder water komt te staan. Door de uitspoeling van lutum bestaat de A-horizont uit zand.
| Horizont | Diepte   | Omschrijving |
| -------- | -------- | --- |
| Ap       | 0–25 cm  | bouwvoor; donker geelbruin kleiig zand; fijn kruimelige structuur; 3% humus                                                     |
| E        | 25–50 cm | geel tot okerkleurig kleiig zand; kruimelige en zwak blokkige onregelmatige structuur                                           |
| Bt       | 50–60 cm | geelbruine lichte zavel met wat diffuse roestvlekken; onregelmatig afgerond blokkige structuur; matig zichtbare kleiinspoeling  |
| Btg      | 60–90 cm | grijsbruine lichte zavel met donkere roodbruine roestvlekken; regelmatig blokkige structuur; duidelijk zichtbare kleiinspoeling |
| Cgr      | > 90 cm  | grijsbruin tot olijfgrijs kleiarm zand; grijze kleuren wijzen op reductie door invloed van grondwater                           |